# Little Murray River (vattendrag i Australien, New South Wales, lat -35,59, long 144,10)
Little Murray River är ett vattendrag i Australien. Det ligger i delstaten New South Wales, i den sydöstra delen av landet, omkring 680 kilometer väster om delstatshuvudstaden Sydney.
Trakten runt Little Murray River består till största delen av jordbruksmark. Trakten runt Little Murray River är nära nog obefolkad, med mindre än två invånare per kvadratkilometer. Genomsnittlig årsnederbörd är 471 millimeter. Den regnigaste månaden är juni, med i genomsnitt 62 mm nederbörd, och den torraste är november, med 15 mm nederbörd.